# Hemipiliopsis purpureopunctata
Hemipiliopsis purpureopunctata là một loài thực vật có hoa trong họ Lan. Loài này được (K.Y.Lang) Y.B.Luo & S.C.Chen mô tả khoa học đầu tiên năm 2003.